# Sultanato di Yafa Superiore
Lo Yafa Superiore o Yafa'i Superiore (in arabo: يافع العليا Yafi 'al-'Ulyā), ufficialmente Stato di Yafa Superiore (in arabo: دولة يافع العليا Daulat Yāfi' al-'Ulyā), fu uno stato del Protettorato di Aden e poi Protettorato dell'Arabia Meridionale. Venne governato dalla dinastia Harharah e la sua capitale era Mahjaba, una piccola città su una collina situata sulla strada 621, a circa 50 km a nord est di Habilayn.

## Storia

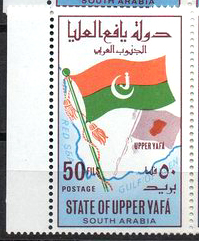
Francobollo del Sultanato di Yafa Superiore.

La tribù di Yafa'i ha tradizionalmente abitato l'entroterra montuoso dell'area di Aden. Nel XIX secolo si formarono due sultanati, Yafa Superiore e Yafa Inferiore. Lo Yafa Superiore comprendeva i cinque sceiccati di Al-Busi, Al-Dhubi, Al-Hadrami, Al-Muflihi e Al-Mausata che vennero unificati dalla dinastia Harharah intorno al 1800. Nel 1903 fu firmato un trattato di protezione tra il Regno Unito e il sultano di Yafa Superiore.
L'area di Yafa Superiore non era mai stata visitata dagli europei fino a quando il colonnello M.C. Lake della British Indian Army la esplorò al fine di raccogliere informazioni e di trovare siti idonei per un campo di atterraggio. Nel 1925 Lake costruì un piccolo esercito di guerrieri tribali che sarebbero stati in grado di assistere gli inglesi di Aden in eventuali scontri territoriali con l'imam dello Yemen.
Tra il 1955 e il 1957 ci furono rivolte contro le autorità britanniche a Yafa Superiore che vennero soppresse con successo. A differenza di Yafa Inferiore, nel 1960 Yafa Superiore non aderì alla Federazione dell'Arabia Meridionale, formando una enclave che divenne parte del Protettorato dell'Arabia Meridionale.
Il Sultanato di Yafa Superiore fu abolito nel 1967 alla fondazione della Repubblica Democratica Popolare dello Yemen. Nel 1990 questo stato si unì con lo Yemen del Nord per formare l'attuale Yemen.

## Elenco degli sceicchi
- 'Ali ibn Ahmad ibn Harhara (c.1730 - 1735)
- Ahmad ibn `Ali Al Harhara (c.1735 - 1750)
- Salih ibn Ahmad Al Harhara (c.1750 - 1780)
- `Umar ibn Salih Al Harhara (c.1780 - 1800)

## Elenco dei sultani
- Qahtan ibn 'Umar ibn Salih Al Harhara (c.1800 - 1810)
- `Umar ibn Qahtan ibn 'Umar Al Harhara (c.1810 - 1815)
- Qahtan ibn 'Umar ibn Qahtan Al Harhara (c.1815 - 1840)
- `Abd Allah ibn Nasir ibn Salih Al Harhara (c.1840 - 1866)
- al-Husayn ibn Abi Bakr ibn Qahtan Al Harhara (1866 - 1875)
- Muhammad ibn 'Ali ibn Salih ibn Ahmad Al Harhara (1875 - 28 aprile 1895)
- Qahtan ibn 'Umar ibn al-Husayn Al Harhara (1895 - 1903)
- Salih ibn 'Umar ibn al-Husayn Al Harhara (1ª volta) (4 dicembre 1903 - 1913)
- 'Umar ibn Qahtan ibn' Umar Al Harhara (1913 - 1919)
- Salih ibn 'Umar ibn al-Husayn Al Harhara (2ª volta) (1919 - 1927)
- Umar ibn Salih ibn 'Umar Al Harhara (1927 - 1948)
- Muhammad ibn Salih ibn 'Umar Al Harhara (1948 - 29 novembre 1967)